# کایل گاس
کایل گاس (انگلیسی: Kyle Gass؛ زادهٔ ۱۴ ژوئیهٔ ۱۹۶۰) بازیگر و موسیقی‌دان اهل ایالات متحده آمریکا است.

## گزیده فیلمشناسی
از فیلم‌ها یا برنامه‌های تلویزیونی که وی در آن نقش داشته‌است می‌توان به آثار زیر اشاره کرد.
- نردبان یعقوب (فیلم) (۱۹۹۰)
- پسر کابلی (۱۹۹۶)
- دست‌های بیکار (۱۹۹۹)
- تقریباً مشهور (۲۰۰۰)
- نجات سیلورمن (۲۰۰۱)
- تکامل (۲۰۰۱)
- هال ظاهربین (۲۰۰۱)
- اِلف (۲۰۰۳)
- تینیشس دی در انتخاب سرنوشت (۲۰۰۶)
- گرازهای وحشی (۲۰۰۷)
- پاندای کونگ‌فوکار (۲۰۰۸)
- وینرز (۲۰۰۸)
- مرده و رفته (۲۰۰۸)
- سکس درایو (فیلم) (۲۰۰۸)
- سال یکم (۲۰۰۹)
- بورلی هیلز چی‌واوا ۳: زنده‌باد جشن (۲۰۱۲)
- ساینفلد (۱۹۹۶)
- دوستان (مجموعه تلویزیونی) (۲۰۰۳)
- زندگی با فرن (۲۰۰۵)
- بری ماندی (۲۰۱۰)
- دو دختر ورشکسته (۲۰۱۳)